# Rozsdáshasú cinege
A rozsdáshasú cinege (Melaniparus rufiventris) a verébalakúak (Passeriformes) rendjébe, ezen belül a cinegefélék (Paridae) családjába tartozó kis termetű, 15 centiméter hosszú madárfaj.
Angola, a Kongói Köztársaság, a Kongói Demokratikus Köztársaság, Ruanda, Burundi, Malawi, Tanzánia, Zambia, Zimbabwe valamint Namíbia, Botswana és Mozambik északi részeinek szubtrópusi és trópusi száraz, erdős-szavannás területein él. Többnyire rovarokkal táplálkozik. Faodúkban fészkel, szeptembertől decemberig költ. A nőstény 3-4 tojást rak le, melyeket a pár felváltva költ.

## Alfajai
Három alfaja ismert: a M. r. rufiventris (Bocage, 1877), Angolában a Kongói Köztársaságban, a Kongói Demokratikus Köztársaságban és Zambiában él, a M. r. diligens (Clancey, 1979) Angolában (az előbbi alfajtól délre), Namíbiában, Zambiában (szintén délebbre, mint az előző alfaj), Botswanában, valamint a M. r. masukuensis (Shelley, 1900), mely a Kongói Demokratikus Köztársaságban (az első alfajtól keletre), Zambiában (a két előző alfajtól keletebbre), és Malawiban fordul elő.

## Külső hivatkozások
- Species text in The Atlas of Southern African Birds
- Parus rufiventris Archiválva 2015. október 16-i dátummal a Wayback Machine-ben
- Parus rufiventris